# Anemone canadensis
Anemone canadensis is een meerjarige, kruidachtige plant uit de ranonkelfamilie (Ranunculaceae).
De plant komt van nature voor in de Verenigde Staten en in Canada. De Engelse naam is 'Meadow anemone' (vertaling is 'weideanemoon'). In de Verenigde Staten komt de soort in bijna alle staten voor.
Deze 25-50 cm hoge plant bloeit met witte, 5 cm grote bloemen van april tot juni. De bloemen hebben vijf bloemdekbladen en talrijke gele meeldraden.
De habitat bestaat uit dijken en rivieroevers, en laaggelegen vochtige weilanden. Hier kan ze in grote aantallen voorkomen.
... · A. altaica · A. apennina (Blauwe anemoon) · A. blanda (Oosterse anemoon) · A. canadensis · A. coronaria · A. hupehensis · A. narcissiflora · A. nemorosa (Bosanemoon) · A. quinquefolia · A. ranunculoides (Gele anemoon) · A. sylvestris · A. trifolia · ...